# بندل (الهند)
بَندَل مدينة تقع في مقاطعة هوجلي بولاية البنغال الغربية الهندية. أسسها مستوطنون برتغاليون ، وهي تابعة لشرطة جندرناغور. وهي جزء من المنطقة التي تغطيها هيئة تنمية مدينة كلكتة (KMDA).  بندل هي محطة تقاطع رئيسة للسكك الحديدية في منطقة السكك الحديدية الشرقية، وتقع على بُعد 38 كيلومترًا. كم من محطة قطار هورة . وُلد السيد جيمس بروك ، أول راجا أبيض لمملكة سراوق، هنا عام 1803.